# Міра (держава)
Міра — стародавня лувійська держава на заході Малої Азії часів Бронзової доби. В сучасних дослідженнях інколи називається Мала Арцава.

## Історія
Час і обставини утворення держави на тепер достеменно не відомі. Ймовірно тривалий час міра була васалом держави Арцава. Під час війни останньої з хеттами, правитель Міри Машхуілува перейшов на бік Суппілуліуми I. У відповідь був повалений Купанта-Курунтою, царем Арцави. Новим правителем Міри став один з братів Машхуілува. Але зрештою останній за допомогою хеттів повернув собі трон. Завдяки цьому Міра позбалася впливу Арцави і здобула підтримку Хеттської держави. В наступні роки Машхуілува сприяв перемозі хеттів над Арцавою, внаслідок поділу якої отримав її південнозахідні землі — Кувалію (Гапаллу). Разом з тим Міра визнала зверхність хеттського царя Мурсілі II.
В подальшому внаслідок невдалого повстання Машхуілуви той був повалений, а згодом засланий у внутрішній землі хеттів. Йому спадкував небіж Купанта-Рунтія. Останній тривалий час зберігав вірність хеттам, зокрема відправив армію для походу в Палестині проти Єгипту. Вага міри в цей час настільки збільшилося, що вдалося посадити свого кандидата на трон Арцави, яка перетворилася на невеличке царство. Але через те, що залишився вірним цареві Мурсілі III мав складні відносини з його суперником Хаттусілі III. Ймовірно останній зрештою повалив Купанта-Рунтію, поставивши на трон Аланталлі.
Наступні володарі Міри загалом зберігали вірність Хеттській держави, брали участь в кампаніях з придушення заколотів в сусідніх державах. Міра перестала існувати внаслідок вторгнення «народів моря», внаслідок чого на території утворилось декілька невеличких держав карійців.

## Територія
На півночі межувала з Країною річки Сеха, уздовж гірського хребту Карабел). На півдні кордон мала з державою Луккв в районі міст Міляси (Карія). На сході межувала з Хеттським царством біля сучасного міста Афьон-Карахісар. На заході охоплювало узбережжя Егейського моря до меж царства Аххіява. Можливо під владою перебували острови Хіос, Самос та низки більш дрібних островів.

## Володарі
- Машхуілува (1330—1300 до н. е.)
- Купанта-Рунтія (1300—1250 до н. е.)
- Аланталлі (1250—1236 до н. е.)
- Таркаснава (1236—1220 до н. е.)
- Машхуітта (після 1220 до н. е.)